# Gijsbertus Craeyvanger

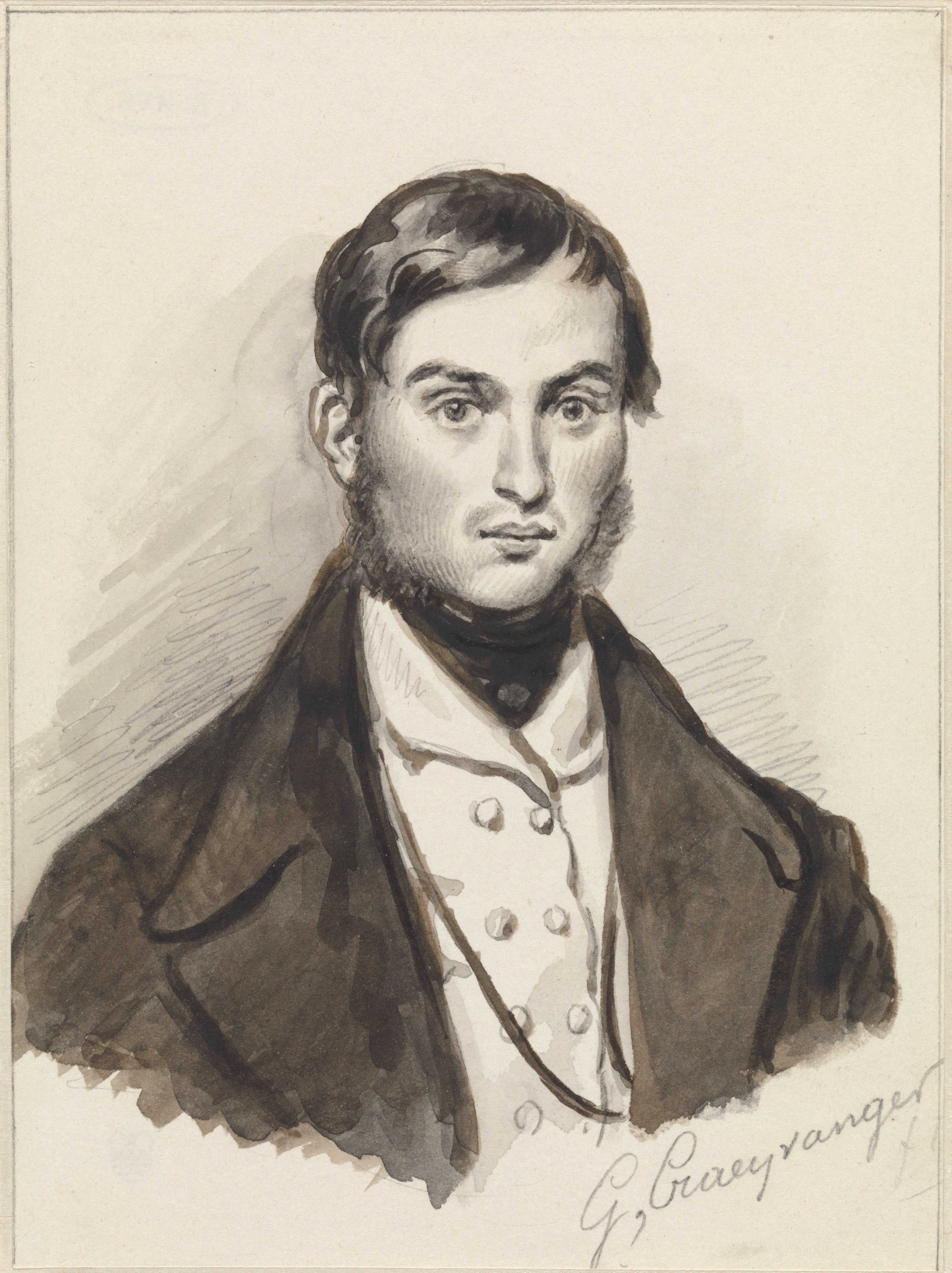
Autorretrato

Gijsbertus Craeyvanger Utrecht, 21 de outubro de 1810 - Utrecht, 17 de julho de 1895) foi um pintor holandês.
Seu irmão Reinier também era pintor e seu pai Gerardus era músico.
Reinier estudou na Academia Real de Belas Artes de Amsterdam, onde, entre outros, ele era estudante de Jan Willem Pieneman.

## Galeria

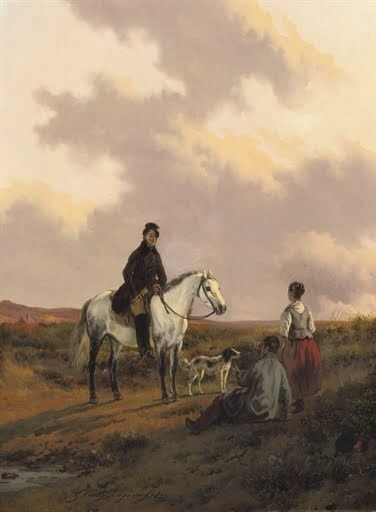
'
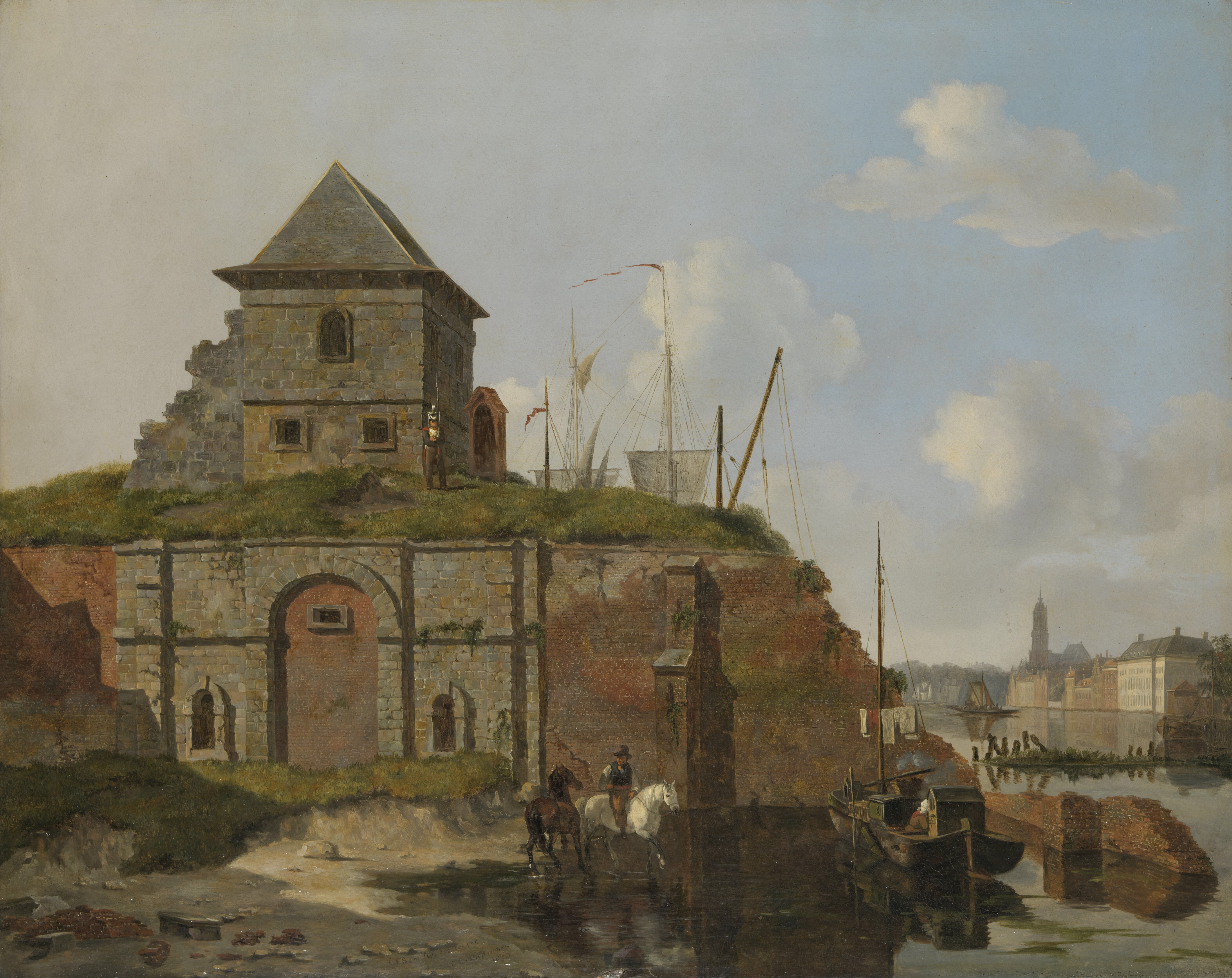
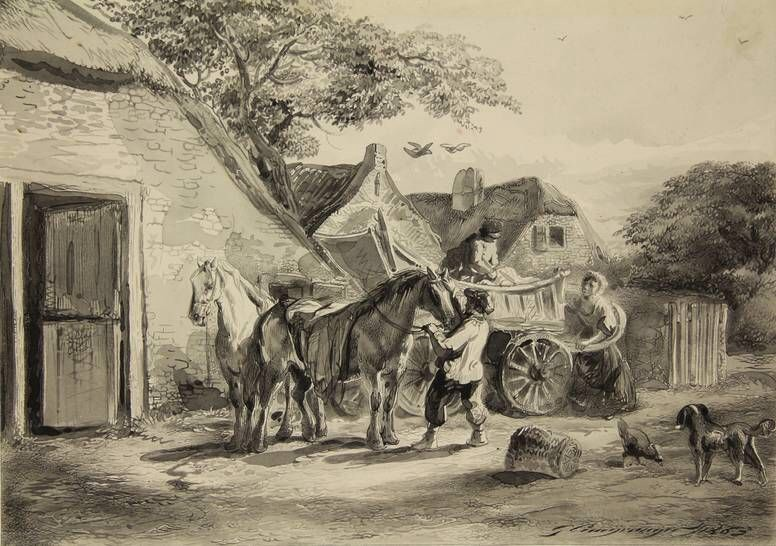